# Комаром (город, Венгрия)
Ко́маром (венг. Komárom, [ˈkomaːrom]; словац. Komárno; сербохорв. Коморан / Komoran; нем. Komorn) — город на северо-западе Венгрии, в медье Комаром-Эстергом. До 1918 года Комаром и Комарно были единым городом. После распада Австро-Венгрии город был разделён и бо́льшая часть отошла к Словакии.
Население Комарома по данным на 2006 год — 19 659 человек.

## Достопримечательности
- Форты Игманд, Моноштор и Чиллаг Комарненской крепости

## Население
| Год  | Численность | Численность |
| ---- | ----------- | ----------- |
| 2013 | 19 200      | [ 2 ]       |
| 2014 | 19 048      | [ 3 ]       |
| 2017 | 18 805      | [ 4 ]       |
| 2022 | 18 818      | [ 5 ]       |
| 2023 | 19 652      | [ 6 ]       |
| 2024 | 20 391      | [ 1 ]       |

## Города-побратимы
- Комарно, Словакия
- Лието, Финляндия
- Наумбург, Германия
- Себеш, Румыния
- Сосновец, Польша
- Хуст, Украина